# Manon Iessel
Marie Antoinette Aline Jacqueline Iessel, dite Manon Iessel, née à Reims le 4 juillet 1909 et décédée à Orsay le 30 octobre 1985, est une illustratrice française.

## Biographie
Illustratrice très appréciée des années 1930 aux années 1970, c'est aussi l'une des premières Françaises à réaliser des bandes dessinées. Elle a illustré de nombreux romans pour la jeunesse signés par la comtesse de Ségur (Les Petites Filles modèles, Les Vacances), Mad. H. Giraud (la série des Sir Jerry Détective), Berthe Bernage, Marguerite Divin (Contes et légendes de l'Égypte ancienne, 1933) ou Henri Suquet (La Maison sous les eaux, 1954). Elle est aussi connue pour sa collaboration presque exclusive avec T. Trilby, de 1935 à 1961 (Lulu le petit roi des forains, 1935, Dadou gosse de Paris, 1936, Moineau la petite libraire, 1936, Madame Carabosse, 1943, En avant, 1948, La princesse Mimosa, 1949, etc.) On la retrouve également illustrant dans la « Collection Dauphine » (Éditions Rouge et Or) un roman de Jacqueline Dumesnil, Marquise en sabots. Par ailleurs, elle a  souvent collaboré avec Geneviève Néranval (Dans la tourmente, 1946, Le joyeux clan des R.T., 1947, Monsieur mystère, 1949, etc.) et Léo Dartey (Le maître de l'île, 1947, Le Temple d'or, 1949, Le Secret de la Lézardière, 1957...). Elle a illustré deux livres sur Les Contes de Perrault édités chez Marcus, ainsi que La Légende de Saint Nicolas chez Desclée de Brouwer. Elle a également illustré deux livres de poésie destinés aux écoliers du primaire. Son dernier livre est Les Chants de Noël édité par Ouest France en 1979, où l'on retrouve des portraits de ses petits-neveux et petites-nièces.
Elle dessinait des historiettes illustrées (dessin et légende sous le dessin); les nouvelles de « Suzette en vacances », des bandes dessinées pour la Semaine de Suzette et Bernadette dans les années 1950, (elle illustre pour la Semaine de Suzette dès les années 1930), et s'occupait des aventures de l'héroïne éponyme du mensuel Capucine dans les années 1960.
Elle était aussi dessinatrice de mode pour enfants, et dessina, après l'illustratrice Maggie Salcedo, les vêtements de la « Poupée Bleuette », pour la Semaine de Suzette. Elle travailla également dans la collection « Belles histoires belles vies » des éditions Fleurus.
Son style très art déco est facilement reconnaissable : visages austères, lignes épurées, décors géométriques, une grâce affectée à la Gerda Wegener. Ses dessins gardent un côté aéré qui les rapprochent de ceux d'André Pécoud, en plus rigoureux. Son trait souple (et une ligne claire) s'adapte aussi bien aux rondeurs enfantines ou au hiératisme des divinités égyptiennes qu'au réalisme léché des biographies.